# Nandus nebulosus
Nandus nebulosus és una espècie de peix pertanyent a la família Nandidae.

## Descripció
- Pot arribar a fer 12 cm de llargària màxima (normalment, en fa 6).
- S'assembla molt a un tros de fulla morta a causa de la seua coloració críptica.[6][7][8][9]

## Alimentació
Menja peixets i crustacis.

## Hàbitat
És un peix d'aigua dolça i salabrosa, bentopelàgic i de clima tropical (22 °C-26 °C), el qual viu en petits rierols i boscos inundats.

## Distribució geogràfica
Es troba a Àsia: des de Tailàndia a Indonèsia.

## Observacions
És inofensiu per als humans i de costums solitaris.